# Won Bin
Won Bin (원빈; * 10. November 1977 in Jeongseon, Gangwon-do als Kim Do-jin) ist ein südkoreanischer Schauspieler. Er wurde bekannt durch das Drama Autumn in My Heart (2002) und durch die Filme Taegukki, Mother und The Man from Nowhere.

## Leben
Won Bin wurde in einem Dorf im Norden von Jeongseon in Gangwon-do geboren. Er hat drei ältere Schwestern und einen älteren Bruder.

## Karriere
Won Bin debütierte in einer Nebenrolle in dem Drama Propose aus 1997. 2004 spielte er eine Hauptfigur in dem Film Brotherhood – Wenn Brüder aufeinander schießen müssen. Der Film erhielt positive Kritiken und war der erfolgreichste Film im Jahr 2004 in Südkorea mit über 11 Millionen Zuschauern.
Nachdem Won Bin 2005 sein Studium an der Yong-In University abgeschlossen hatte, begann er seinen Wehrdienst an der demilitarisierten Zone und musste so seine Schauspielkarriere unterbrechen. Im Juni 2006 gab das Militär bekannt, dass Won Bin dort nicht länger aktiv sein werde. Das Militär traf diese Entscheidung aufgrund einer Kreuzbandverletzung Won Bins. Nach einer Operation absolvierte er über ein Jahr lang ein Rehabilitationsprogramm.
2009 und 2010 spielte er die Hauptrollen in zwei sehr erfolgreichen Filmen, Mother von Bong Joon-ho und The Man from Nowhere von Lee Jeong-beom.
Am 3. Juli 2013 bestätigte seine Agentur, Eden Nine, dass er eine Beziehung mit der Schauspielerin Lee Na-young führe. Am 30. Mai 2015 heirateten sie.

## Filmografie

### Filme
- 2001: Guns & Talks (킬러들의 수다)
- 2004: Brotherhood – Wenn Brüder aufeinander schießen müssen (태극기 휘날리며 Taegukki Hwinallimyeoo)
- 2004: My Brother (우리형)
- 2009: Mother (마더)
- 2010: The Man from Nowhere (아저씨)

### Fernsehserien
- 1997: Propose (KBS)
- 1998: Ready, Go! (MBC)
- 1999: Kwangki (KBS)
- 2000: Small Station (KBS)
- 2000: Tough Guy’s Love (KBS)
- 2000: Autumn in My Heart (KBS)
- 2002: Friends (TBS & MBC)